# Дзеккини, Лучано
Лучано Дзеккини (10 марта 1949, Форлимпополи) — итальянский футболист и тренер. Игрок сборной Италии по футболу.

## Биография
Воспитанник футбольного клуба «Форли». С 1967 по 1969 год выступал за команду «Прато», в 1969 году присоединился к команде «Брешиа». В составе клуба дебютировал в Серии А в сезоне 1969/70, провёл 12 матчей, однако не смог выиграть конкуренцию у Джанкарло Берчеллино.
В следующем сезоне перешёл в команду «Торино», в Серии А отыграл за клуб четыре сезона и 93 матча. В 1971 году с командой стал обладателем Кубка Италии по футболу. Выступал за сборную Италии до 21 года. В сезоне 1974/75 выступал за «Милан», провёл 26 игр. 28 сентября 1974 года дебютировал в сборной Италии в товарищеском матче против команды Югославии. 20 ноября вышел на поле в матче отборочного тура чемпионата Европы 1976 года против команды Нидерландов. 29 декабря сыграл третий и последний матч за сборную в своей карьере в товарищеском матче против сборной Болгарии.
С 1975 по 1977 год Лучано защищал цвета генуэзского клуба «Сампдория». В 1978 году перешёл в команду «Перуджа», завоевал серебряные медали Серии А в сезоне 1978/79. В сезоне 1979/80 Лучано Дзеккини был отстранён от футбола на три года в ходе расследования дела о коррупции и договорных матчах в итальянском футболе.
После двухлетнего перерыва Лучано возобновил карьеру в клубе Серии D за команду «Массезе», с которой вышел в Серию С2. В сезоне 1983/84 помог клубу остаться в лиге, после чего завершил карьеру футболиста.
Всего за карьеру Лучано Дзеккини сыграл 229 матчей и забил 2 гола в Серии А.
В сезоне 1988/89 возглавил команду «Про Патрия» как главный тренер. С 1990 по 2009 год возглавлял различные команды Серии С1 и С2. Последним клубом в его тренерской карьере был «Изола Лири» из провинции Изола-дель-Лири.